# Nikolai Jurjewitsch Reschetichin

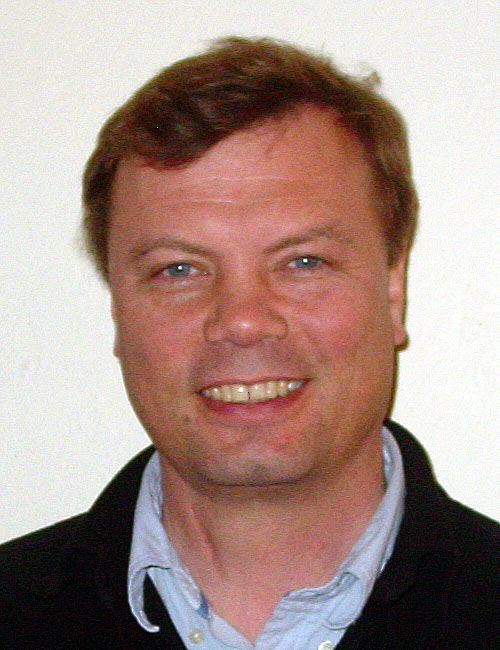

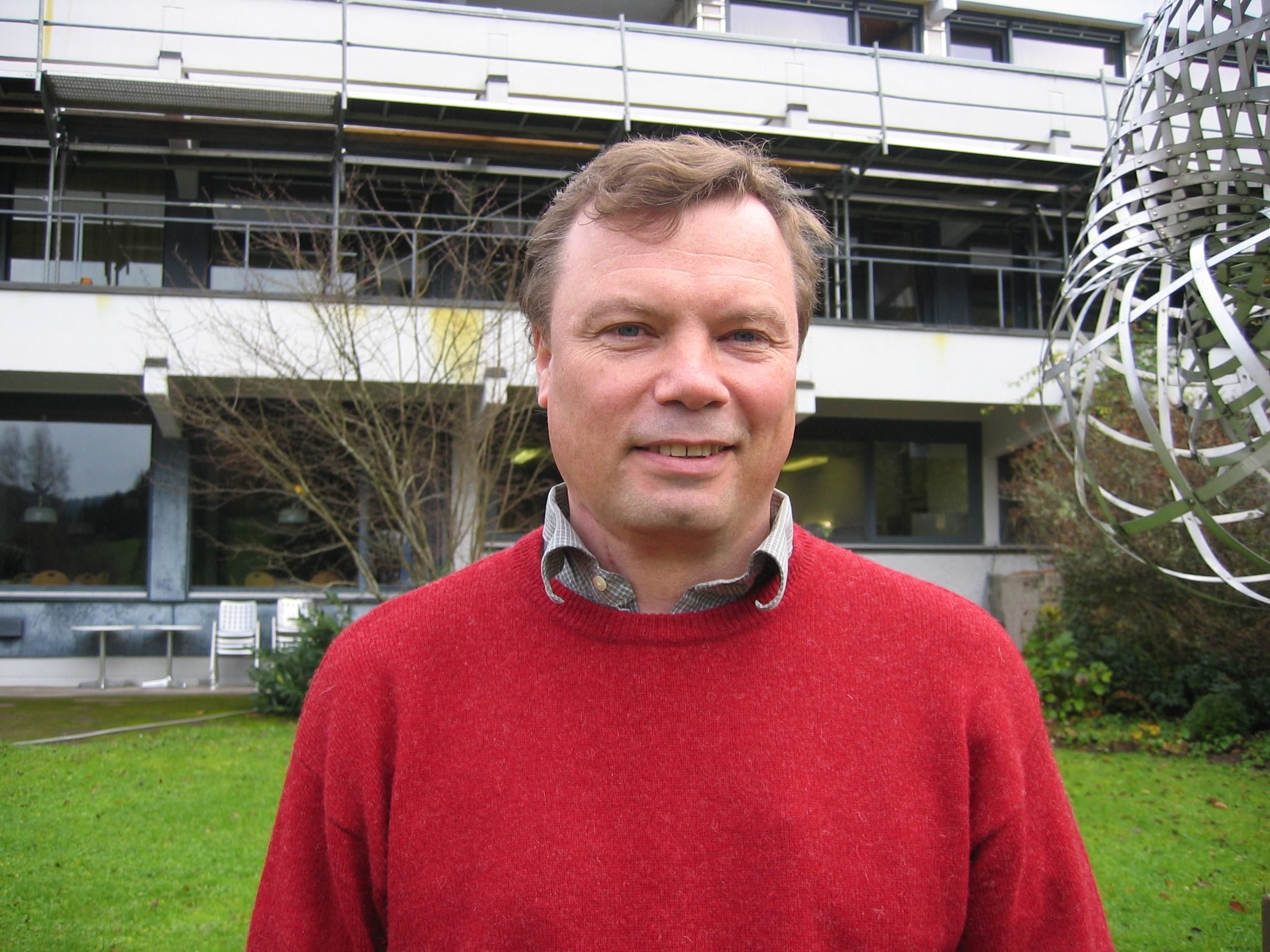
Nikolai Reschetichin 2006

Nikolai Jurjewitsch Reschetichin (russisch Николай Юрьевич Решетихин; englische Transkription Nicolai Yurevich Reshetikhin; * 10. Oktober 1958 in Leningrad) ist ein russischer Mathematiker.
Reschetichin studierte an der Universität Sankt Petersburg, an der er 1982 seinen Abschluss machte. 1984 promovierte er am Steklow-Institut in Leningrad bei Ludwig Faddejew in mathematischer Physik (Analytischer Bethe-Ansatz). Er ist zurzeit Professor an der University of California, Berkeley und außerdem an der Universität Amsterdam sowie am Lehrstuhl für Quantenmechanik der Universität Sankt Petersburg.
Reschetichin beschäftigt sich mit niedrigdimensionaler Topologie, Darstellungstheorie von Gruppen und speziell Quantengruppen. Hier war er in den 1980er Jahren einer der Pioniere (mit Vaughan Jones, Edward Witten, Wladimir Turajew) in der Quantentopologie, die zum Beispiel Invarianten für Knoten in der dreidimensionalen geometrischen Topologie liefert.
1988 gewann er den Preis für junge Mathematiker der St. Petersburger Mathematischen Gesellschaft. 2008 hielt er einen Plenarvortrag auf dem Europäischen Mathematikerkongress in Amsterdam (Topological quantum field theory- 20 years later). 2010 hielt er einen Plenarvortrag auf dem Internationalen Mathematikerkongress in Hyderabad (Mathematics of Quantum Field Theory) und 1990 war er Invited Speaker auf dem ICM in Kyōto (Invariants of Links and 3-manifolds related to quantum groups). Von 1992 bis 1994 war er Sloan Research Fellow. Er ist Mitglied der Königlich Dänischen Akademie der Wissenschaften.

## Schriften
- mit Ludwig Faddejew, L. A. Takhtajan Quantization of Lie groups and Lie algebras, Leningrad Math. Journal, Bd. 1, 1990, S. 193–225